# Ghost in a Teeny Bikini
Pour plus de détails, voir Fiche technique et Distribution.
Ghost in a Teeny Bikini est un film américain de série B écrit et réalisé par Fred Olen Ray, sorti directement en vidéo en 2006.

## Fiche technique
- Titre : Ghost in a Teeny Bikini
- Réalisateur : Fred Olen Ray
- Scénario : Fred Olen Ray, Jeff O'Brien
- Producteur : Kimberly A. Ray
- Monteur : Dean McKendrick
- Société de production : American Independent Productions
- Société de distribution :
- Pays d'origine :  États-Unis
- Langue d'origine : Anglais
- Lieu de tournage :
- Genre : Comédie érotique
- Format : Couleurs
- Durée : 1 h 24
- Dates de sortie :
  - États-Unis : 8 août 2006

## Distribution
- Nicole Sheridan : Tabitha, le fantôme
- Christine Nguyen : Muffin Baker
- Voodoo : Ted Wood Jr.
- Brad Bartram : Archibald Weisenheimer
- Evan Stone : Marsh
- Rebecca Love : Evilyn
- Syren : Madame Zola
- Michelle Lay : Fuscia
- Nick Manning : Bardo
- Eric Spudic : Telegram Boy
- Ted Newsom : Bobbie